# Paul Penhoët
Paul Penhoët (født 28. december 2001 i Clamart) er en cykelrytter fra Frankrig, der kører for Fejl i Modul:Cykelhold: Wikidata-entitet ikke angivet..